# Cattedrale di Zamora
La cattedrale di Cristo Salvatore (in spagnolo: Catedral del Salvador) è il principale luogo di culto del comune di Zamora, in Spagna, sede vescovile dell'omonima diocesi.

## Storia
Una prima chiesa, dedicata al Salvatore esisteva già dai tempi di Alfonso VII di León.
La costruzione delle fondazioni del tempio iniziò nel 1139, mentre la struttura fu costruita a partire dal 1151. I lavori si conclusero piuttosto celermente, tanto che, 23 anni dopo, l'intelaiatura della cattedrale risultava ultimata. Grazie a questo, si può apprezzare un'insolita uniformità nello stile. Comunque i lavori proseguirono anche dopo la consacrazione e chiostro e campanile furono terminati nel XIII secolo.

## Architettura
La cattedrale, in stile romanico, ha una pianta a croce latina

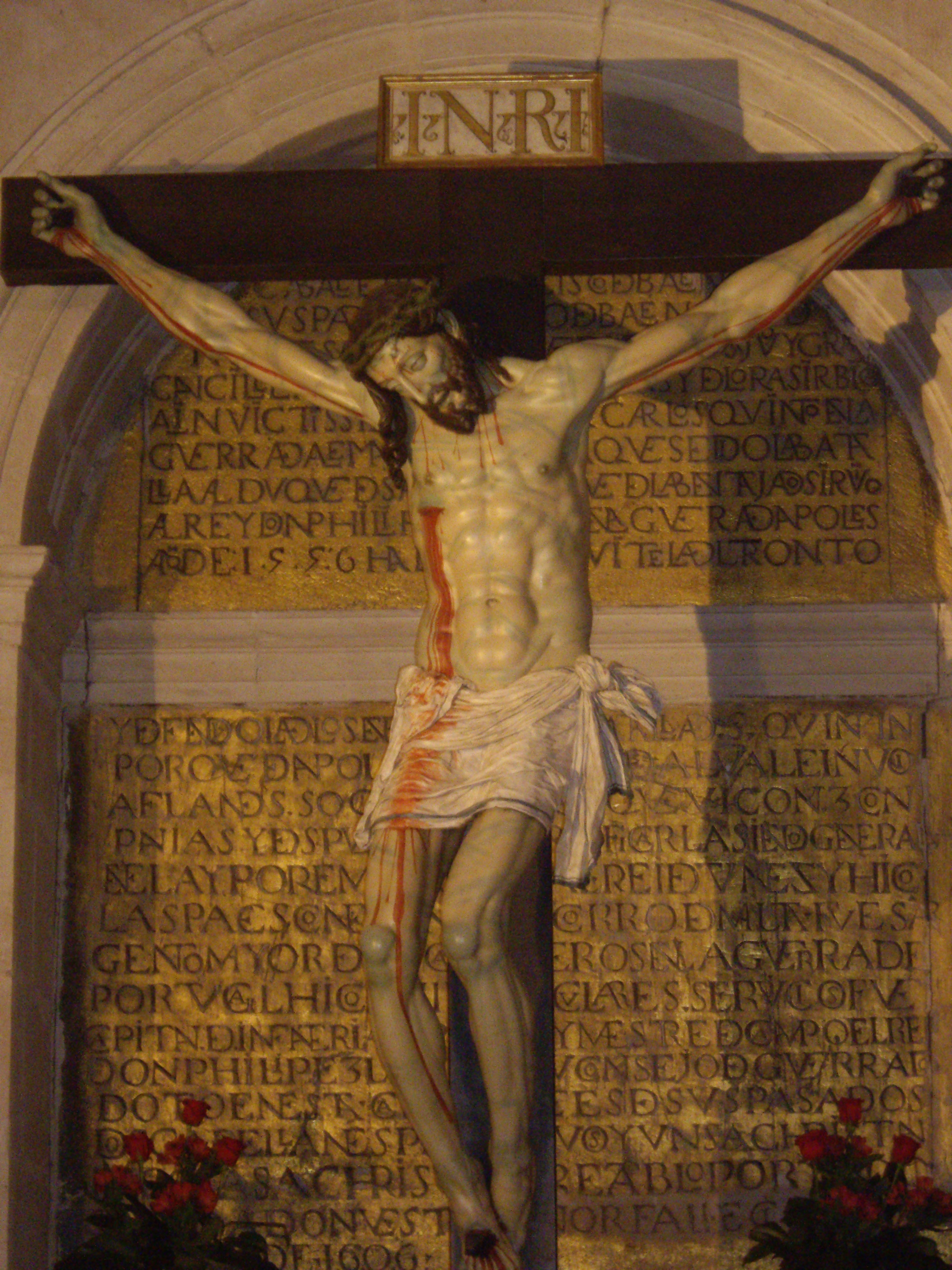
Il Cristo delle Ingiurie

La pianta presenta una navata centrale, due navate laterali più basse, un transetto, coperto da una volta a botte, e tre piccole absidi semicircolari, sostituite da absidi in stile gotico nel XV secolo. Il coro, costruito tra il 1512 e il 1516, è decorato con rappresentazioni di carattere profano: scene basate su favole, proverbi, modi di dire, mitologia e vita quotidiana. Sul lato sud, di fronte al palazzo episcopale, la "porta del vescovo" è riccamente scolpita. Essa è divisa da tre colonne e sormontata da arcate cieche a tutto sesto.
Nella cattedrale sono situate numerose tombe, in particolare quelle scolpite nella cappella di san Giovanni, all'estremità orientale,

## Galleria d'immagini

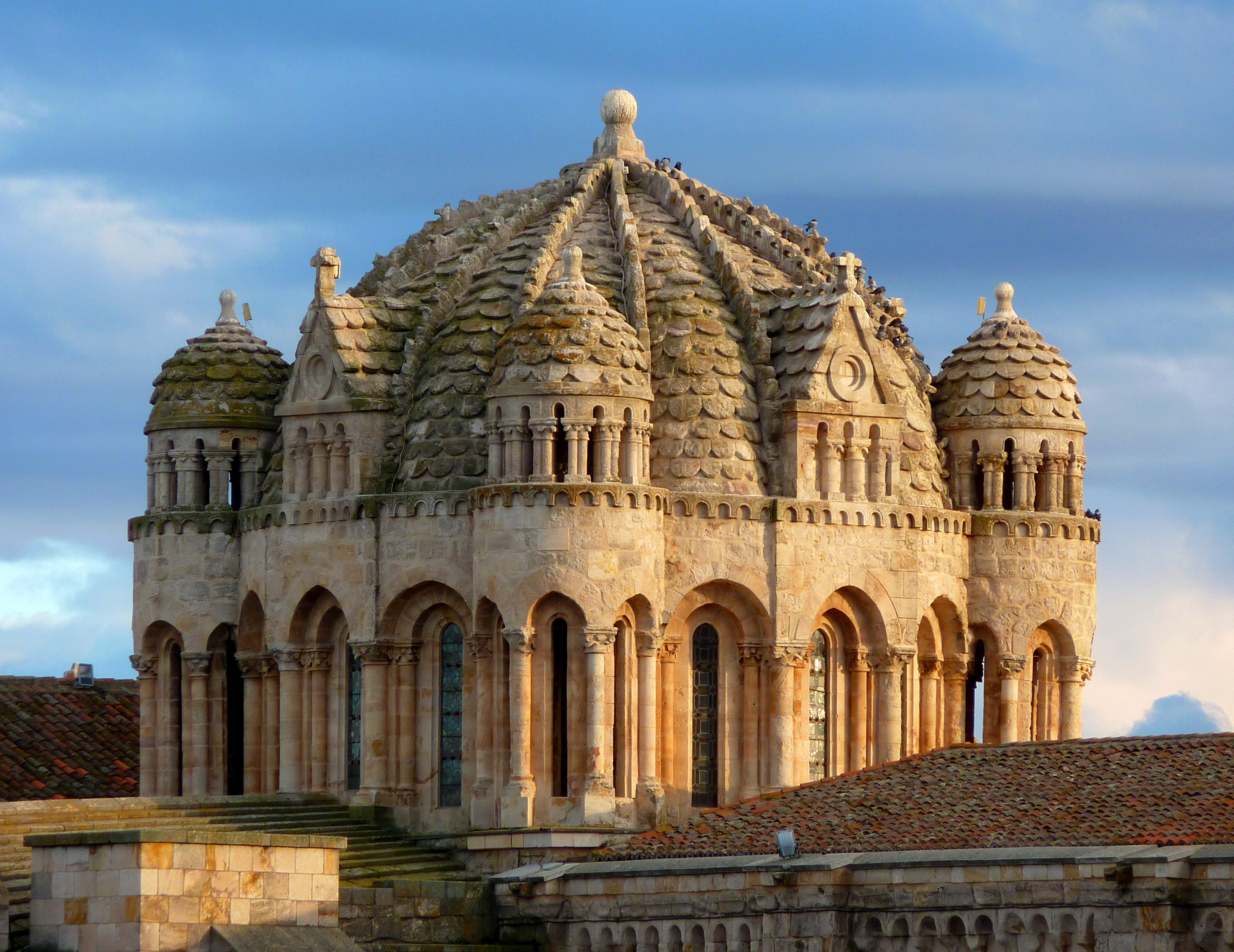
Cupola della cattedrale
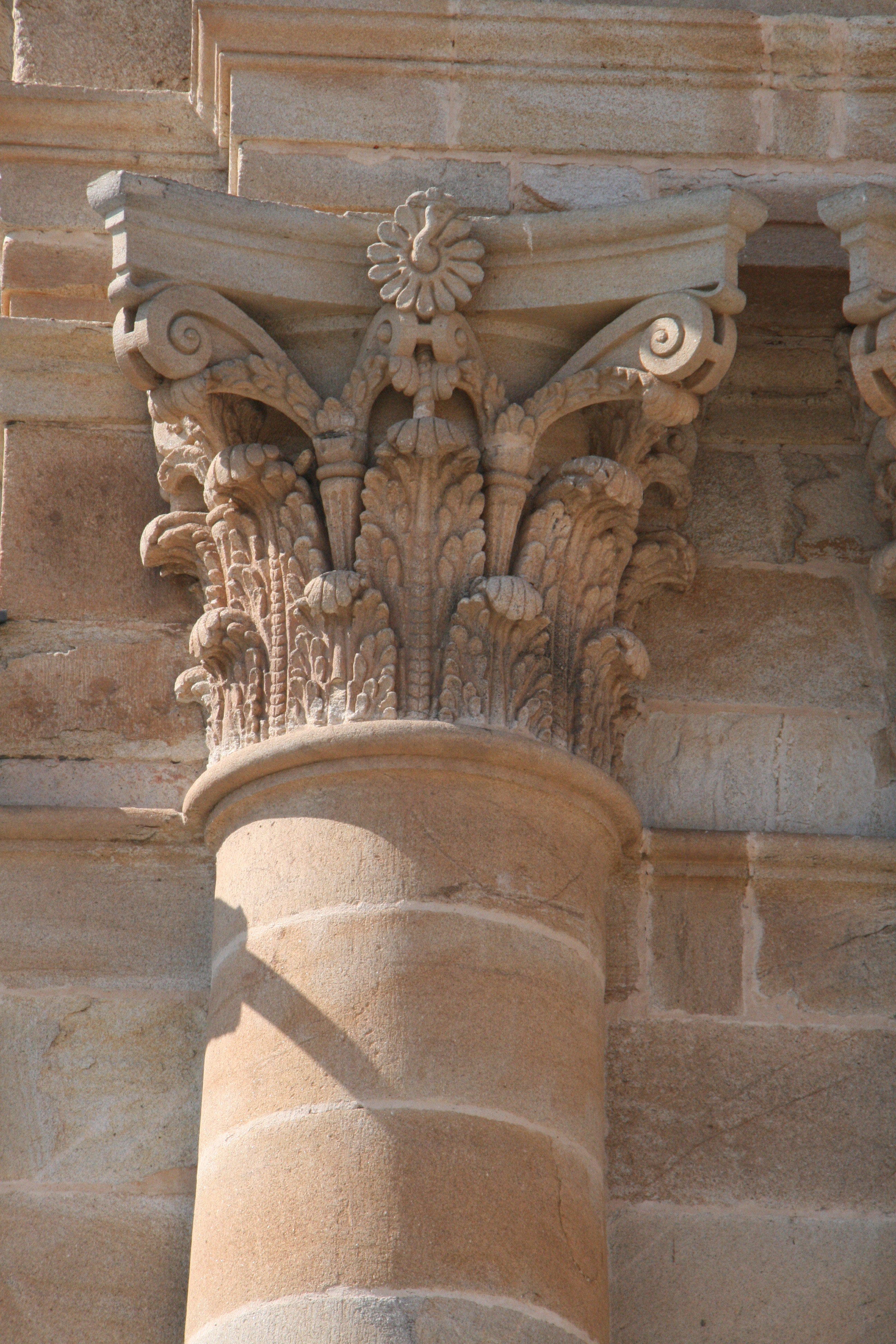
Capitello corinzio
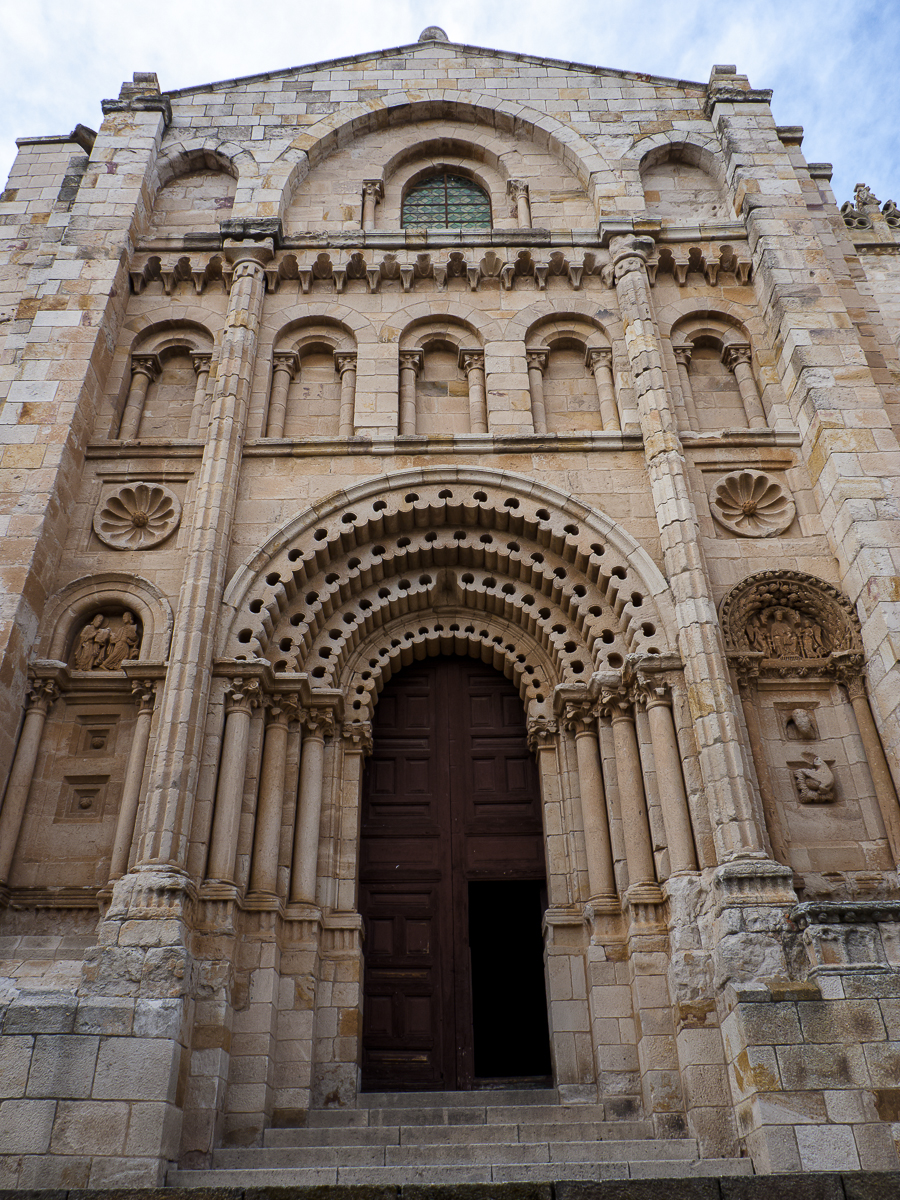
La "porta del vescovo"
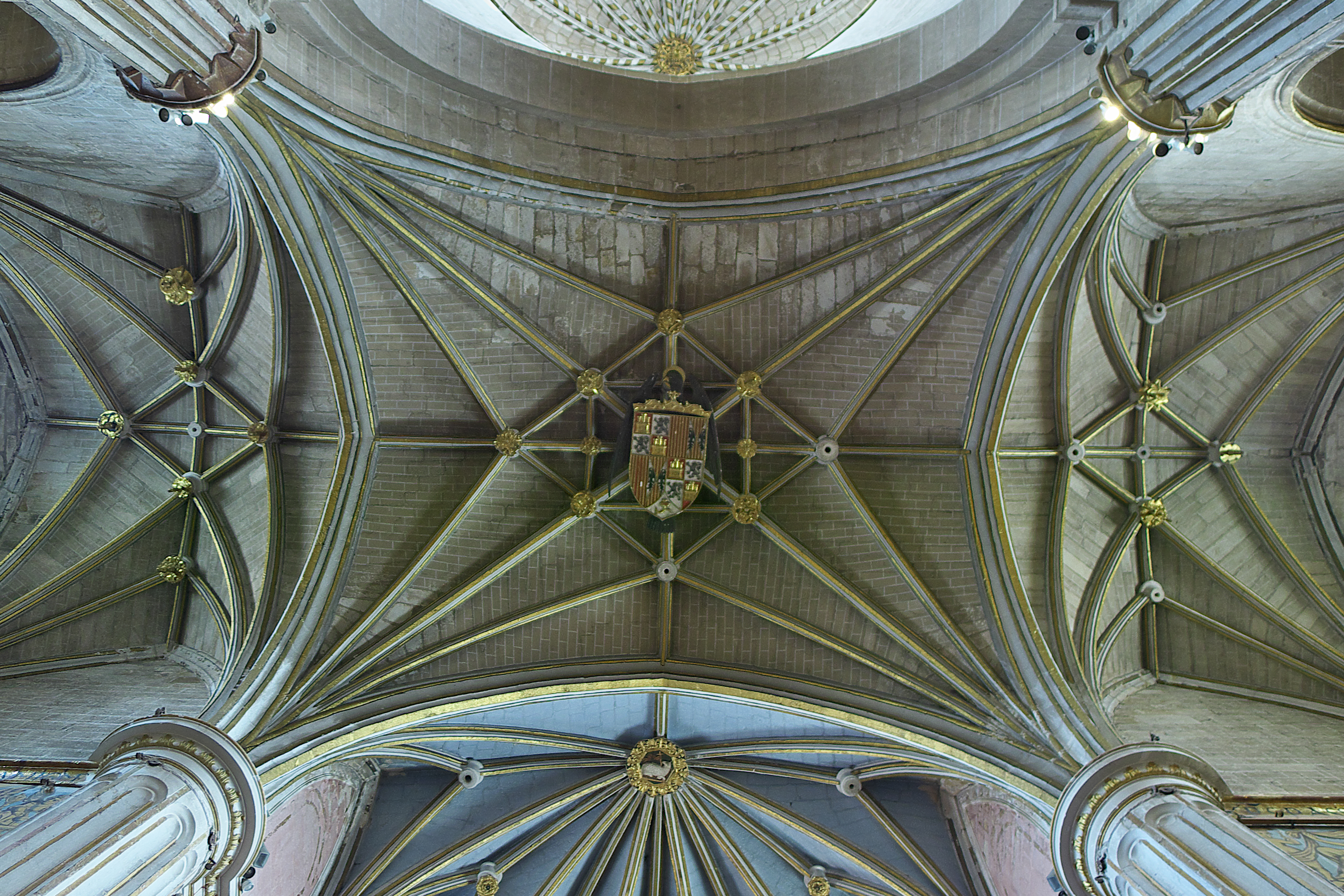
Volta a crociera del presbiterio, ristrutturata dal vescovo Diego Meléndez de Valdés
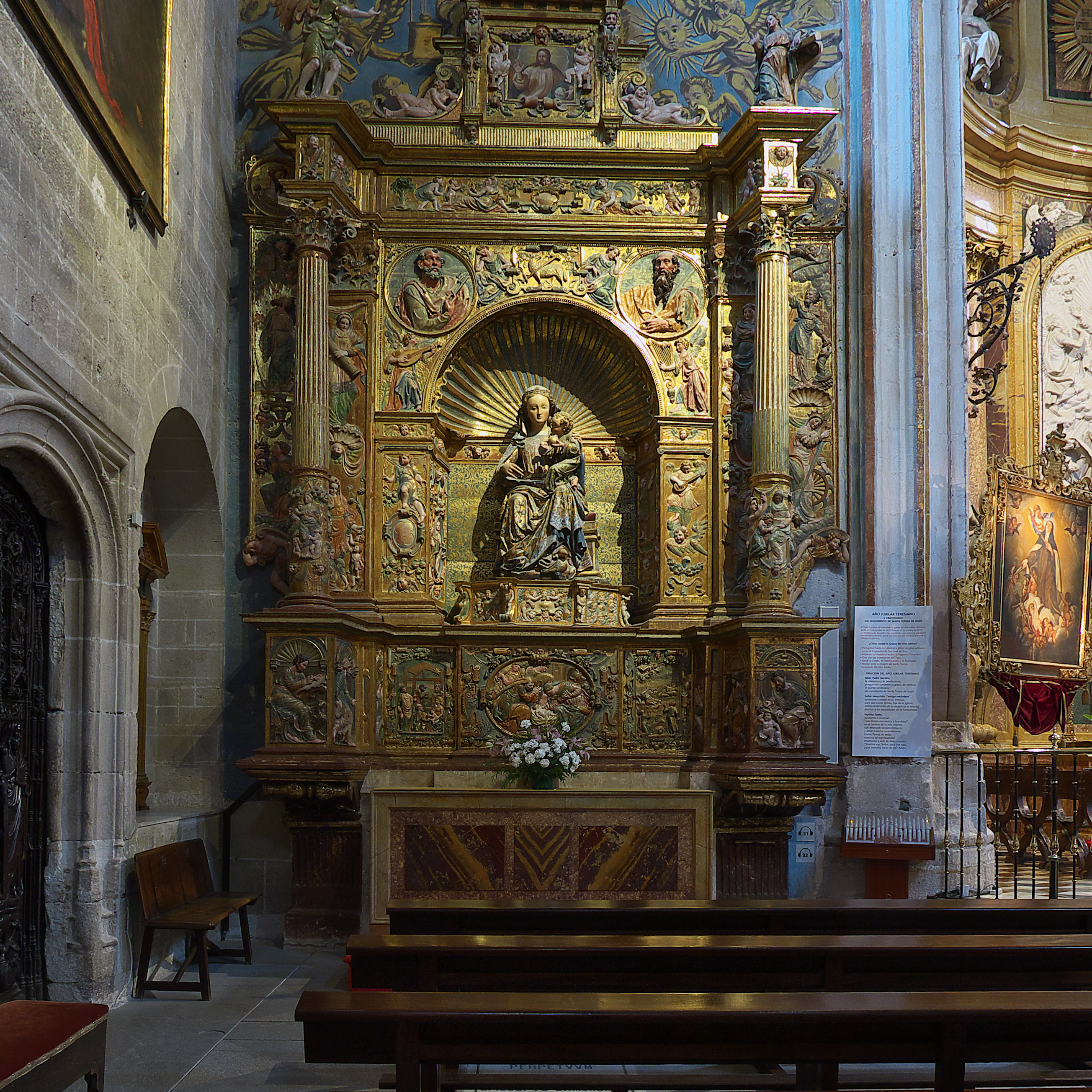
Pala dell'altare di Nostra Signora della Calva